# Arcidiecéze Guayaquil
Arcidiecéze Guayaquil (latinsky Archidioecesis Guayaquilensis) je římskokatolická nemetropolitní arcidiecéze v Ekvádoru. Je součástí církevní provincie Guayaquil, katedrálou je kostel sv. Petra v Guayaquilu.

## Historie
Diecéze Guayaquil byla zřízena v roce 1838 vyčleněním části teritoria diecéze Cuenca a původně byla sufragánní vůči arcidiecézi limské. V roce 1956 byl Guayaquil povýšen na metropolitní arcidiecézi. 